# Nelson Cuevas
Nelson Rafael Cuevas Amarilla (Asunción, 10 de janeiro de 1980) é um ex-futebolista paraguaio que atuava como atacante.

## Carreira

### Clubes
Cuevas começou sua carreira no Club Atlético Tembetary, da segunda divisão do Paraguai.
Rapidamente, despertou o interesse e foi contratado pelo River Plate, da Argentina, em 1998. Em fevereiro de 2003, pensando em encher os cofres, o River emprestou o atacante ao Shanghai Shenhua, da China, por 4 milhões de libras esterlinas. Porém, o jogador não ficou nem um ano na Ásia devido à epidemia da síndrome respiratória aguda grave.
Na temporada 2004-2005, ele foi contratado pelo Club América, do México. Cuevas, antes mesmo de jogar pelo América, foi emprestado ao Pachuca, onde jogou de 2004 a 2006, foi campeão no ano de 2006. Depois disso voltou ao América.
Cuevas jogou a metade do ano de 2008 pelo Club Libertad e foi contratado pelo Santos, tornando-se o sexto paraguaio a vestir a camisa do clube.
Cuevas chegou ao Peixe no dia 15 de julho de 2008. Com a camisa do Alvinegro Praiano, realizou 17 partidas pelo Campeonato Brasileiro e marcou dois gols: O primeiro foi no empate de 1 a 1 contra o Ipatinga, dia 21 de agosto e o segundo aconteceu na vitória contra o Atlético-PR por 4 a 0, dia 4 de outubro. Com o desinteresse do Santos no atleta, Cuevas acertou sua rescisão no dia 13 de janeiro de 2009. 
No começo de fevereiro de 2009, Cuevas acertou sua ida ao Universidad do Chile. O reforço chegou para a disputa do torneio Apertura do Campeonato Chileno e da Taça Libertadores 2009.
Em 2012, passou pelo Deportivo Capiatá, que estava na primeira divisão paraguaia, onde apenas treinou, para tentar mostrar que estava recuperado das lesões. No mesmo ano, participou de um programa chamado Baila Conmigo Paraguay, em que dançou com sua esposa até ritmos brasileiros.
Em 2013, retirado do futebol por problemas no joelho, Cuevas virou cantor, adentrando no mundo musical em 2010.

### Seleção Paraguaia
Cuevas integrou a Seleção Paraguaia na Copa América de 1999.
Também representou o Paraguai na Copa do Mundo de 2002, onde ficou marcado por sua boa atuação no jogo entre Paraguai e Eslovênia, quando entrou no segundo tempo e marcou os dois gols na vitória de 3x1 que classificou a equipe para as oitavas-de-final da competição.
Em 2006, Cuevas disputou sua segunda Copa do Mundo, quando o Paraguai acabou eliminado no Grupo B, ao perder para a Inglaterra e para a Suécia. Porém, na última rodada, conseguiu uma despedida honrosa, ao bater Trinidad e Tobago por 2 a 0. com um gol de Cuevas.

## Títulos
River Plate
- Campeonato Argentino: 1999–2000 (Apertura), 1999–2000 (Clausura), 2001–2002 (Clausura), 2002–2003 (Clausura), 2003–2004 (Clausura)

Pachuca
- Campeonato Mexicano: 2006 (Clausura)

Club Libertad
- Campeonato Paraguaio: 2008 (Apertura)

Universidad de Chile
- Primera División de Chile: 2009 (Apertura), 2010 (Apertura), 2011 (Apertura e Clausura), 2012 (Apertura)